# 1957 en philosophie
Chronologie de la philosophie
- 1953
- 1954
- 1955
- 1956
- 1957
- 1958
- 1959
- 1960
- 1961

L’année 1957 a été marquée, en philosophie, par les événements suivants :

## Publications
- G. E. M. Anscombe, L'Intention (1957)
- Karl Jaspers, The Great Philosophers (originally published in German as Die großen Philosophen, 1957)
- Paul Tillich, Dynamics of Faith (1957)
- Bernard Lonergan, Insight: A Study of Human Understanding (1957)
- Burrhus Frederic Skinner, Verbal Behavior (1957)
- Leopold Kohr, The Breakdown of Nations (1957)
- André Leroi-Gourhan, L'Homme préhistorique (1957)
- Northrop Frye, Anatomie de la critique (1957)
- Noam Chomsky, Structures syntaxiques (1957)

## Décès
- 13 octobre : Erich Auerbach (1892-)
- 27 décembre : Herman Harris Aall (no) (1871-)